# Domegge di Cadore
Domegge di Cadore är en ort och kommun i provinsen Belluno i regionen Veneto i Italien. Kommunen hade 2 337 invånare (2018).